# Naiopegia xiphagrostis
Naiopegia xiphagrostis är en kräftdjursart som beskrevs av Wilson och Keable2002. Naiopegia xiphagrostis ingår i släktet Naiopegia och familjen Phreatoicidae. Inga underarter finns listade i Catalogue of Life.